# Euophrys megastyla
Euophrys megastyla là một loài nhện trong họ Salticidae.
Loài này thuộc chi Euophrys. Euophrys megastyla được Lodovico di Caporiacco miêu tả năm 1949.